# Sundasciurus fraterculus
Sundasciurus fraterculus — вид гризунів родини Sciuridae. Він є ендеміком Індонезії, зустрічається лише в архіпелазі Ментавай (острови Сіберут, Сіпора, Північний та Південний Пагаї), що лежить біля західного узбережжя Суматри. Вона мешкає в первинних лісах низовин.

## Характеристики
Довжина голови й тулуба S. fraterculus становить від 11,6 до 11,9 сантиметра. Хвіст має довжину від 7,5 до 7,8 сантиметра, що робить його значно коротшим за решту тіла. Колір спини тьмяний сірувато-червонувато-коричневий, цей колір також поширюється на ноги, ступні та весь хвіст. Червонуватий відтінок більш виражений на щоках та стегнах. Шерсть на нижньому боці залізно-сіра біля основи та світло-червонувато-коричнева на кінчиках.